# Темпті-халхі
Темпті-халхі (д/н — бл. 1650 до н. е.) — суккуль-мах (верховний володар) Еламу близько 1655—1650 роках до н. е.

## Життєпис
Походив з династії Епартідів (Суккуль-махів). Про батьків відсутні відомості. Небіж Тан-Улі, який в середині 1680-х років до н. е. призначив Темпті-халхі суккалем Еламу і Симашкі(офіційним спадкоємцем). Протягом усього панування стрийка фактично очолював масштабні будівельні роботи в провідних містах держав. За нього було завершено перебудову й розширення храму верховного бога Іншушинака в Сузах.
Темпті-халхі згадується в багатьох правових документах нарівні з Тан-Улі. Після смерті останнього близько 1655 року до н. е. успадкував владу. Призначив брата Курігугу суккалем Еламу і Симашкі, а стриєчного брата Кук-нашура молодшого — суккалем Суз. Останній близько 1650 року до н. е. після смерті Курігуг став спадкоємцем й того ж року після смерті Темпті-халхі спадкував йому.